# Hveravellir

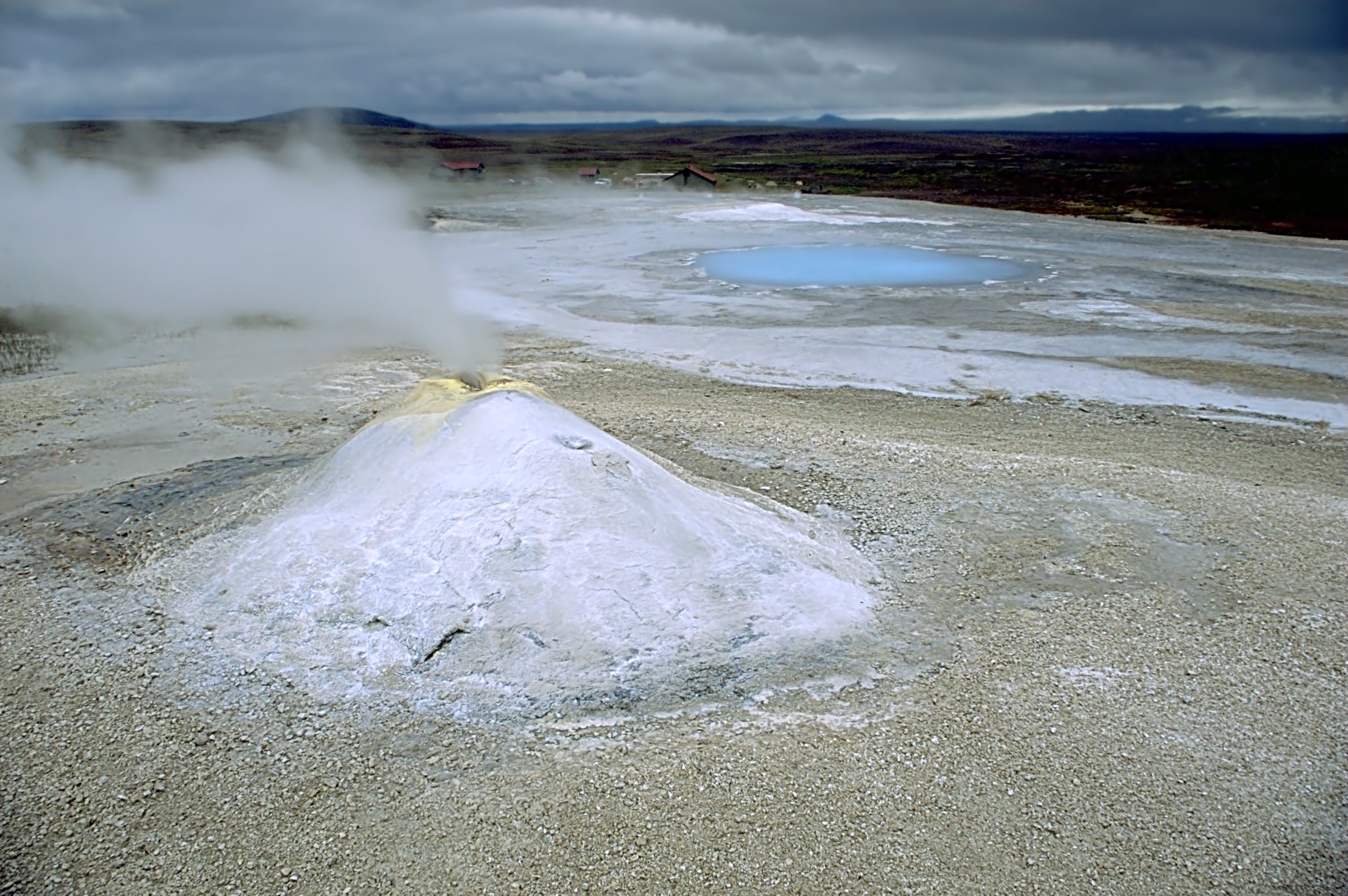
Hveravellir

Hveravellir è un sito geotermale situato negli Altopiani d'Islanda, tra i ghiacciai Langjökull e Hofsjökull; è raggiungibile nel periodo estivo tramite la pista Kjalvegur (numero F35).
La località è un'area protetta particolarmente nota per le sue sorgenti di acqua calda e vapore e le piscine termali all'aperto. Nei suoi pressi sono stati costruiti dei rifugi a partire dal 1922, successivamente ampliati ed ammodernati fino al 1994.

## Galleria d'immagini

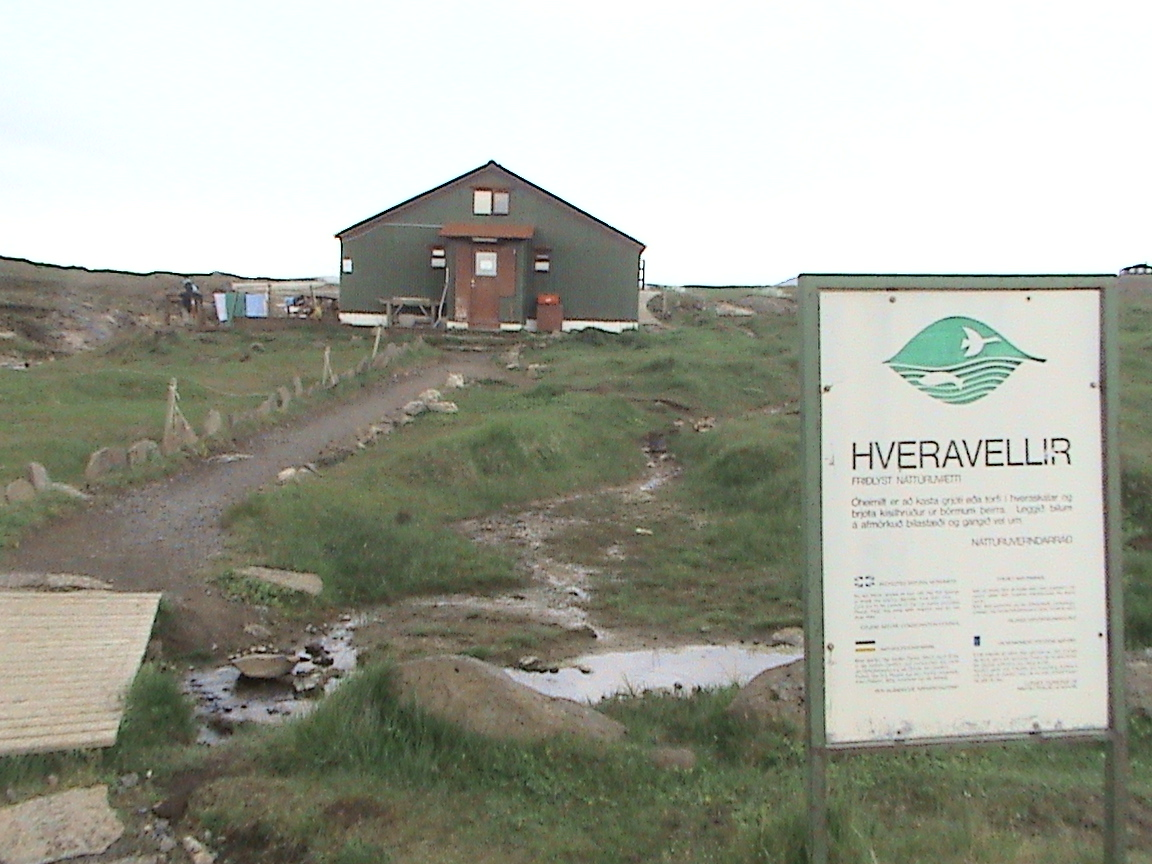
Rifugio a Hveravellir
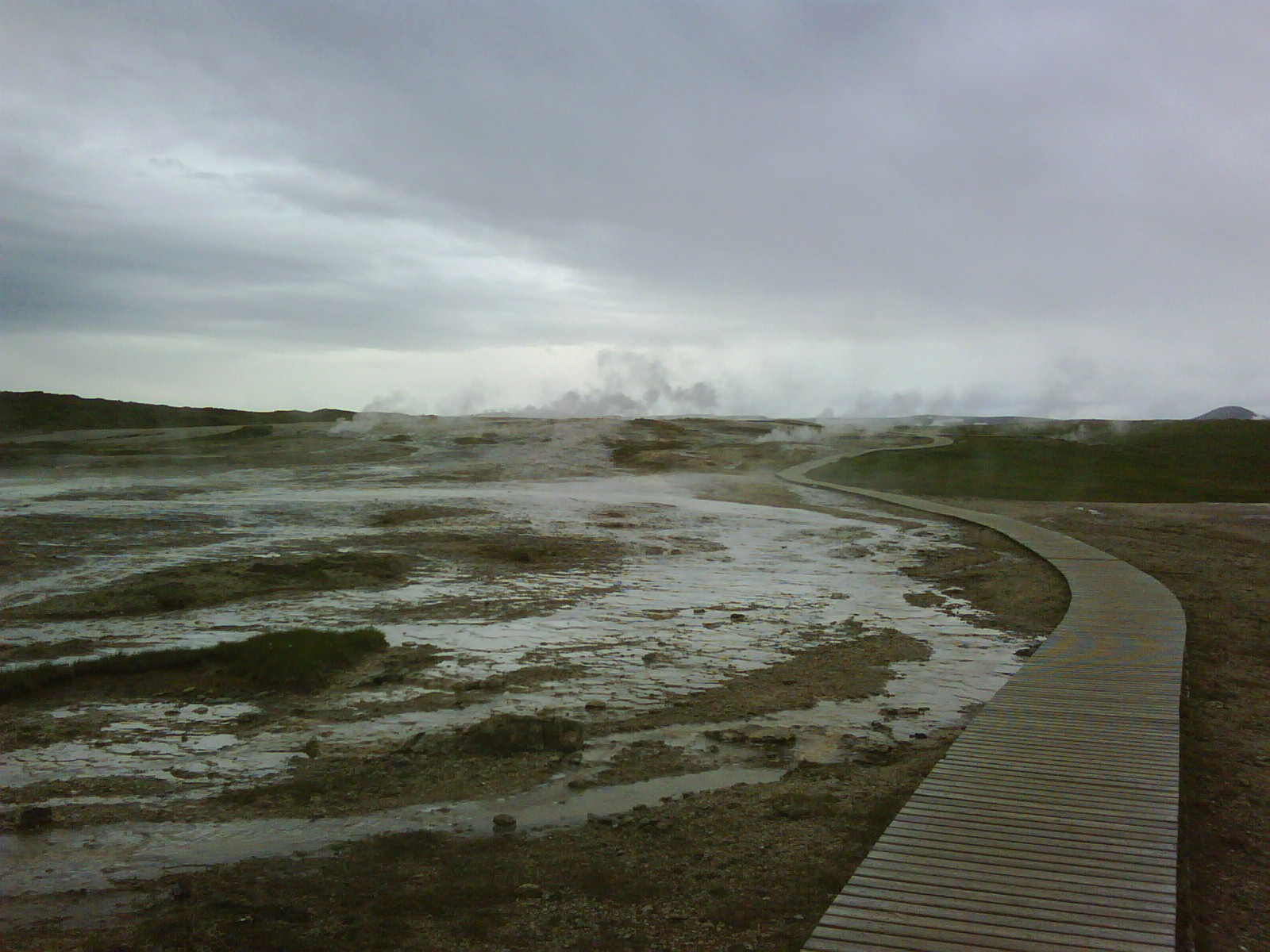
Percorso all'interno di Hveravellir
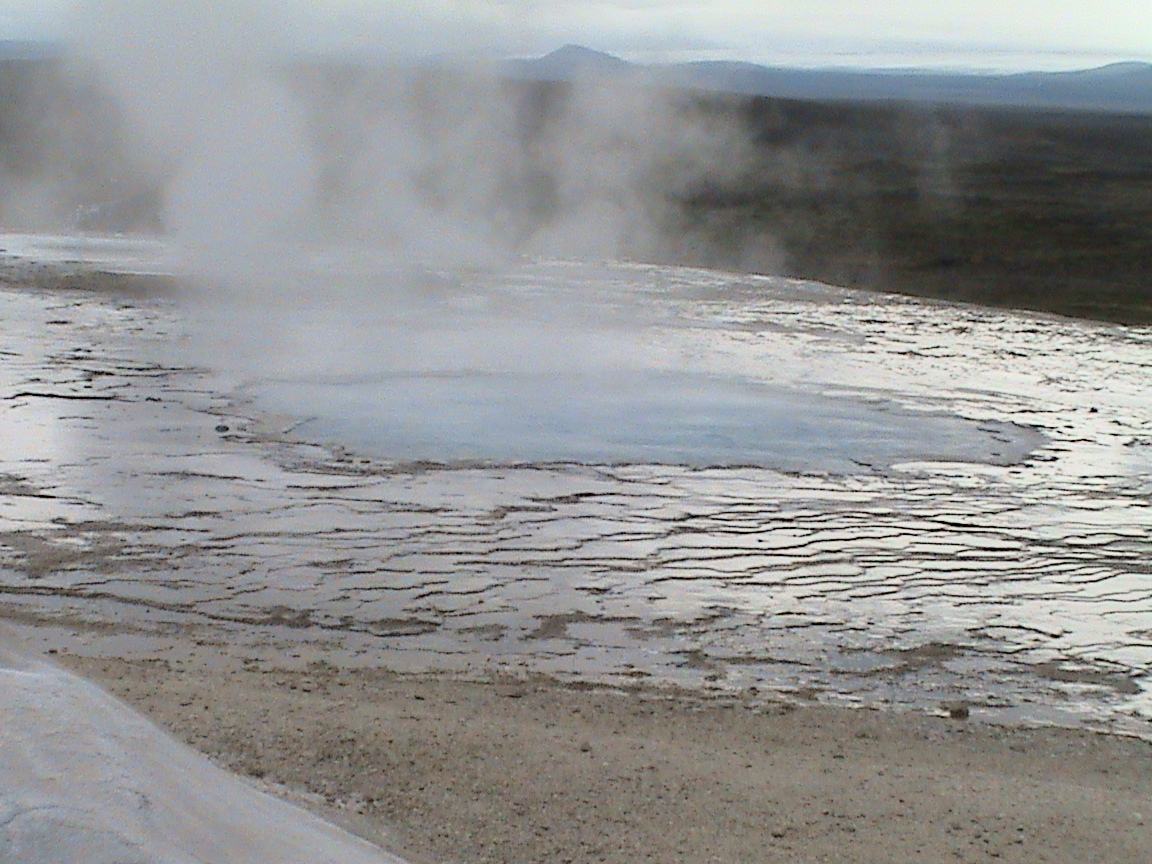
Sorgenti calde a Hveravellir
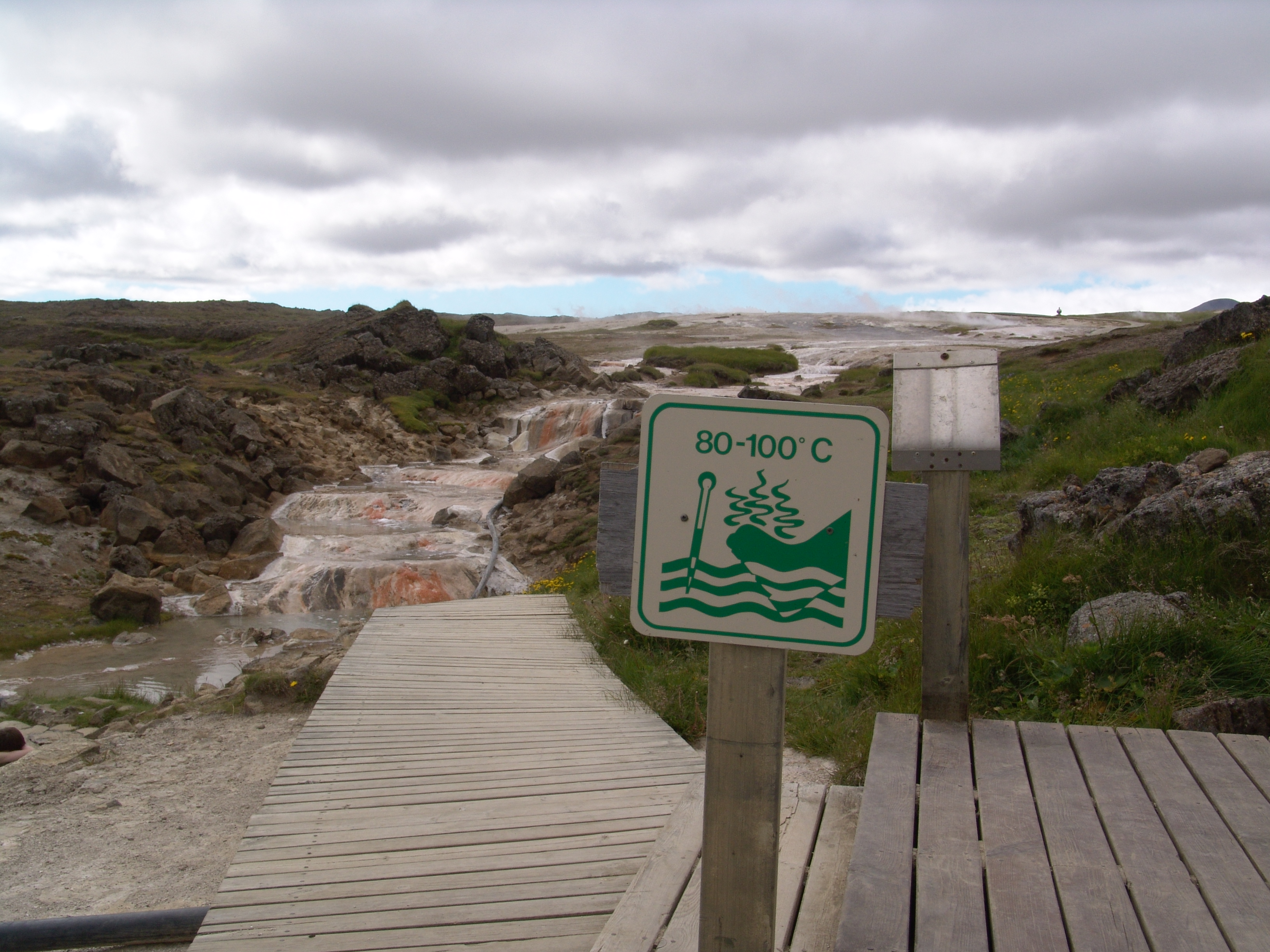
Cascate a Hveravellir